# Bertrana abbreviata
Bertrana abbreviata är en spindelart som först beskrevs av Eugen von Keyserling 1879.  Bertrana abbreviata ingår i släktet Bertrana och familjen hjulspindlar.
Artens utbredningsområde är Colombia. Inga underarter finns listade.